# 姚安府
姚安府（ようあんふ）は、中国にかつて存在した府。明代から清代にかけて、現在の雲南省姚安県と大姚県一帯に設置された。

## 概要
1257年（憲宗7年）、モンゴル帝国により弄棟城に統矢千戸所が置かれた。1275年（至元12年）、元により統矢千戸所は姚州と改められた。1328年（天暦元年）、姚州に姚安路が置かれた。姚安路は雲南等処行中書省に属し、姚州に属する大姚県の1州1県を管轄した。
1382年（洪武15年）、明により姚安路は姚安府と改められた。1394年（洪武27年）、姚安府は姚安軍民府と改められた。姚安軍民府は雲南省に属し、姚州に属する大姚県の1州1県を管轄した。
1770年（乾隆35年）、清により姚安軍民府は廃止されたが、姚州と大姚県は楚雄府に転属した。